# Amata alenicola
Amata alenicola là một loài bướm đêm thuộc phân họ Arctiinae, họ Erebidae.